# Olavi Huttunen
Olavi ("Olli") Huttunen (Kajaani, 4 augustus 1960) is een voormalig profvoetballer uit Finland, die speelde als doelman gedurende zijn carrière. Hij beëindigde zijn actieve loopbaan in 1995 bij de Finse club FC Haka, zijn eerste en enige club in het profvoetbal. Nadien stapte hij het trainersvak in. Huttunen werd tweemaal (1982 en 1984) uitverkoren tot Fins voetballer van het jaar.

## Interlandcarrière
Huttunen kwam in totaal 61 keer uit voor de nationale ploeg van Finland in de periode 1980–1992. Hij maakte zijn debuut onder leiding van bondscoach Esko Malm op 30 november 1980 in de vriendschappelijke uitwedstrijd tegen Bolivia (3-0 nederlaag) in La Paz, net als Kari Bergqvist, Juha Annunen, Jukka Ikäläinen, Juha Äijälä, Pasi Jaakonsaari en Ari Valvee. Zijn 61ste en laatste interland speelde Huttunen op woensdag 3 juni 1992 in de vriendschappelijke thuiswedstrijd tegen Engeland, die met 2-1 werd verloren door twee treffers van aanvaller David Platt.
| Interlands van Olavi Huttunen voor Finland | Interlands van Olavi Huttunen voor Finland | Interlands van Olavi Huttunen voor Finland | Interlands van Olavi Huttunen voor Finland | Interlands van Olavi Huttunen voor Finland | Interlands van Olavi Huttunen voor Finland |
| №                                          | Datum                                      | Wedstrijd                                  | Uitslag                                    | Competitie                                 | Goals                                      |
| Als speler van Valkeakosken Haka           | Als speler van Valkeakosken Haka           | Als speler van Valkeakosken Haka           | Als speler van Valkeakosken Haka           | Als speler van Valkeakosken Haka           | Als speler van Valkeakosken Haka           |
| ------------------------------------------ | ------------------------------------------ | ------------------------------------------ | ------------------------------------------ | ------------------------------------------ | ------------------------------------------ |
| 1                                          | 30 november 1980                           | Bolivia – Finland                          | 3 – 0                                      | Oefeninterland                             |                                            |
| 2                                          | 4 december 1980                            | Bolivia – Finland                          | 2 – 2                                      | Oefeninterland                             |                                            |
| 3                                          | 8 december 1980                            | Uruguay – Finland                          | 6 – 0                                      | Oefeninterland                             |                                            |
| 4                                          | 17 juni 1981                               | Oostenrijk – Finland                       | 5 – 1                                      | WK-kwalificatie                            |                                            |
| 5                                          | 2 juli 1981                                | Finland – Noorwegen                        | 3 – 1                                      | Nordic Cup                                 |                                            |
| 6                                          | 29 juli 1981                               | Zweden – Finland                           | 1 – 0                                      | Nordic Cup                                 |                                            |
| 7                                          | 12 augustus 1981                           | Finland – Denemarken                       | 1 – 2                                      | Nordic Cup                                 |                                            |
| 8                                          | 20 februari 1982                           | Finland – Zweden                           | 2 – 2                                      | Oefeninterland                             |                                            |
| 9                                          | 3 juni 1982                                | Finland – Engeland                         | 1 – 4                                      | Oefeninterland                             |                                            |
| 10                                         | 11 juli 1982                               | Finland – IJsland                          | 3 – 2                                      | Oefeninterland                             |                                            |
| 11                                         | 11 augustus 1982                           | Denemarken – Finland                       | 3 – 2                                      | Nordic Cup                                 |                                            |
| 12                                         | 8 september 1982                           | Finland – Polen                            | 2 – 3                                      | EK-kwalificatie                            |                                            |
| 13                                         | 13 oktober 1982                            | Sovjet-Unie – Finland                      | 2 – 0                                      | EK-kwalificatie                            |                                            |
| 14                                         | 16 maart 1983                              | Duitse Democratische Republiek – Finland   | 3 – 1                                      | Oefeninterland                             |                                            |
| 15                                         | 1 juni 1983                                | Finland – Sovjet-Unie                      | 0 – 1                                      | EK-kwalificatie                            |                                            |
| 16                                         | 7 september 1983                           | Finland – Zweden                           | 0 – 3                                      | Nordic Cup                                 |                                            |
| 17                                         | 20 februari 1984                           | Finland – Verenigde Staten                 | 0 – 1                                      | Oefeninterland                             |                                            |
| 18                                         | 15 mei 1984                                | Finland – Sovjet-Unie                      | 1 – 3                                      | Oefeninterland                             |                                            |
| 19                                         | 27 mei 1984                                | Finland – Noord-Ierland                    | 1 – 0                                      | WK-kwalificatie                            |                                            |
| 20                                         | 16 augustus 1984                           | Finland – Mexico                           | 0 – 3                                      | Oefeninterland                             |                                            |
| 21                                         | 12 september 1984                          | Finland – Polen                            | 0 – 2                                      | Oefeninterland                             |                                            |
| 22                                         | 17 oktober 1984                            | Engeland – Finland                         | 5 – 0                                      | WK-kwalificatie                            |                                            |
| 23                                         | 31 oktober 1984                            | Turkije – Finland                          | 1 – 2                                      | WK-kwalificatie                            |                                            |
| 24                                         | 14 november 1984                           | Noord-Ierland – Finland                    | 2 – 1                                      | WK-kwalificatie                            |                                            |
| 25                                         | 20 november 1984                           | Saoedi-Arabië – Finland                    | 2 – 1                                      | Oefeninterland                             |                                            |
| 26                                         | 22 november 1984                           | Qatar – Finland                            | 2 – 2                                      | Oefeninterland                             |                                            |
| 27                                         | 23 januari 1985                            | Spanje – Finland                           | 3 – 1                                      | Oefeninterland                             |                                            |
| 28                                         | 17 april 1985                              | Polen – Finland                            | 2 – 1                                      | Oefeninterland                             |                                            |
| 29                                         | 22 mei 1985                                | Finland – Engeland                         | 1 – 1                                      | WK-kwalificatie                            |                                            |
| 30                                         | 6 juni 1985                                | Finland – Roemenië                         | 1 – 1                                      | WK-kwalificatie                            |                                            |
| 31                                         | 28 augustus 1985                           | Roemenië – Finland                         | 2 – 0                                      | WK-kwalificatie                            |                                            |
| 32                                         | 25 september 1985                          | Finland – Turkije                          | 1 – 0                                      | WK-kwalificatie                            |                                            |
| 33                                         | 22 januari 1986                            | Portugal – Finland                         | 1 – 1                                      | Oefeninterland                             |                                            |
| 34                                         | 21 februari 1986                           | Bahrein – Finland                          | 0 – 0                                      | Oefeninterland                             |                                            |
| 35                                         | 28 februari 1986                           | Saoedi-Arabië – Finland                    | 0 – 1                                      | Oefeninterland                             |                                            |
| 36                                         | 6 augustus 1986                            | Finland – Zweden                           | 1 – 3                                      | Oefeninterland                             |                                            |
| 37                                         | 15 januari 1988                            | Finland – Zweden                           | 0 – 1                                      | Oefeninterland                             |                                            |
| 38                                         | 7 februari 1988                            | Malta – Finland                            | 2 – 0                                      | Malta Toernooi                             |                                            |
| 39                                         | 19 mei 1988                                | Finland – Colombia                         | 1 – 3                                      | Oefeninterland                             |                                            |
| 40                                         | 19 oktober 1988                            | Wales – Finland                            | 2 – 2                                      | WK-kwalificatie                            |                                            |
| 41                                         | 3 november 1988                            | Koeweit – Finland                          | 0 – 0                                      | Oefeninterland                             |                                            |
| 42                                         | 13 januari 1989                            | Egypte – Finland                           | 2 – 1                                      | Oefeninterland                             |                                            |
| 43                                         | 23 augustus 1989                           | Finland – Joegoslavië                      | 2 – 2                                      | Oefeninterland                             |                                            |
| 44                                         | 22 oktober 1989                            | Trinidad en Tobago – Finland               | 0 – 1                                      | Oefeninterland                             |                                            |
| 45                                         | 12 februari 1990                           | Verenigde Arabische Emiraten – Finland     | 1 – 1                                      | Oefeninterland                             |                                            |
| 46                                         | 16 mei 1990                                | Ierland – Finland                          | 1 – 1                                      | Oefeninterland                             |                                            |
| 47                                         | 29 augustus 1990                           | Finland – Tsjecho-Slowakije                | 1 – 1                                      | Oefeninterland                             |                                            |
| 48                                         | 12 september 1990                          | Finland – Portugal                         | 0 – 0                                      | EK-kwalificatie                            |                                            |
| 49                                         | 11 november 1990                           | Tunesië – Finland                          | 1 – 2                                      | Oefeninterland                             |                                            |
| 50                                         | 25 november 1990                           | Malta – Finland                            | 1 – 1                                      | EK-kwalificatie                            |                                            |
| Als speler van FC Haka                     |                                            |                                            |                                            |                                            |                                            |
| 51                                         | 13 maart 1991                              | Polen – Finland                            | 1 – 1                                      | Oefeninterland                             |                                            |
| 52                                         | 17 april 1991                              | Nederland – Finland                        | 2 – 0                                      | EK-kwalificatie                            |                                            |
| 53                                         | 16 mei 1991                                | Finland – Malta                            | 2 – 0                                      | EK-kwalificatie                            |                                            |
| 54                                         | 5 juni 1991                                | Finland – Nederland                        | 1 – 1                                      | EK-kwalificatie                            |                                            |
| 55                                         | 11 september 1991                          | Portugal – Finland                         | 1 – 0                                      | EK-kwalificatie                            |                                            |
| 56                                         | 9 oktober 1991                             | Finland – Griekenland                      | 1 – 1                                      | EK-kwalificatie                            |                                            |
| 57                                         | 30 oktober 1991                            | Griekenland – Finland                      | 2 – 0                                      | EK-kwalificatie                            |                                            |
| 58                                         | 12 februari 1992                           | Turkije – Finland                          | 1 – 1                                      | Oefeninterland                             |                                            |
| 59                                         | 25 maart 1992                              | Schotland – Finland                        | 1 – 1                                      | Oefeninterland                             |                                            |
| 60                                         | 14 mei 1992                                | Finland – Bulgarije                        | 0 – 3                                      | WK-kwalificatie                            |                                            |
| 61                                         | 3 juni 1992                                | Finland – Engeland                         | 1 – 2                                      | Oefeninterland                             |                                            |

## Trainerscarrière
Huttunen begon zijn trainersloopbaan als assistent van de Engelsman Keith Armstrong bij FC Haka. In 2002 werd hij hoofdcoach bij die club, die hij naar één landstitel (2004) en twee nationale bekers (2002 en 2005) leidde. Zijn ontslag bij FC Haka volgde in 2009, waarna hij op 8 november 2010 werd aangesteld als interim-bondscoach van het Fins voetbalelftal, ter vervanging van de weggestuurde Schotse coach Stuart Baxter. Na één duel – de 8-0 zege op San Marino op 17 oktober van dat jaar – moest hij plaatsmaken voor een andere oud-international, Markku Kanerva.

## Erelijst
FC Haka
- Fins landskampioen

1995
- Suomen Cup

1982, 1985, 1988